# Campeonato navarro del Cuatro y Medio 2003
La V edición del Campeonato navarro del Cuatro y Medio, competición de pelota vasca en la variante de pelota mano profesional de primera categoría, se disputó en el año 2003. Fue organizada conjuntamente por Asegarce y ASPE, las dos principales empresas dentro del ámbito profesional de la pelota mano, junto con la Federación Navarra de Pelota.
En esta edición se llevó la txapela el pelotari de Burlada, Iñaki Esain, logrando así su primer campeonato profesional de primera categoría y dando un gran salto de calidad en su carrera pelotazale.

## Eliminatorias
| Fecha    | Frontón y localidad           | Rojo       | Azul          | Tanteo |
| -------- | ----------------------------- | ---------- | ------------- | ------ |
| 06/06/03 | Labrit, Pamplona              | Nagore     | Goñi II       | 19-22  |
| 20/06/03 | Labrit, Pamplona              | Eugi       | Goñi II       | 14-22  |
| 21/06/03 | Municipal de Orcoyen, Orcoyen | Armendariz | Bengoetxea VI | 20-22  |

## Semifinales
| Fecha    | Frontón y localidad | Rojo     | Azul          | Tanteo |
| -------- | ------------------- | -------- | ------------- | ------ |
| 04/07/03 | Labrit, Pamplona    | Barriola | Goñi II       | 22-16  |
| 28/06/03 | Labrit, Pamplona    | Esain    | Bengoetxea VI | 22-17  |

## Final
| Fecha    | Frontón y localidad | Rojo     | Azul  | Tanteo |
| -------- | ------------------- | -------- | ----- | ------ |
| 07/07/03 | Labrit, Pamplona    | Barriola | Esain | 21-22  |

- Datos: Q8261110